# Antivaleria deviridata
Antivaleria deviridata là một loài bướm đêm trong họ Noctuidae.